# CONCACAF 자이언츠컵
CONCACAF 자이언츠컵(CONCACAF Giants Cup)은 2001년 3월 4일부터 8월 5일까지 개최된 클럽 축구 대회로 북중미카리브 축구 연맹(CONCACAF)이 대회를 주관했다.
기존의 CONCACAF 컵위너스컵을 폐지하고 새로 신설한 대회였지만 일정 문제로 인해 1회만 하고 폐지되었다. 멕시코의 아메리카가 결승전에서 미국의 D.C. 유나이티드를 누르고 우승을 차지했다. 결승전에 진출한 아메리카, D.C. 유나이티드는 2002년 CONCACAF 챔피언스컵 본선 진출 자격을 획득했다.

## 예선 라운드
예선 라운드 경기는 홈 앤 어웨이 방식으로 진행되었다.
| 팀 1             | 합계 | 팀 2                | 1차전 | 2차전 |
| ---------------- | ---- | ------------------- | ----- | ----- |
| 트란스발         | 2-6  | 아넷 가든스         | 1-1   | 1-5   |
| 알리안사         | 1-5  | 데포르티보 사프리사 | 1-5   | 0-0   |
| 아길라           | 2-4  | 무니시팔            | 1-3   | 1-1   |
| 코무니카시오네스 | 5-1  | 모타과              | 1949  | 4-0   |

## 결선 라운드

### 8강전
결선 라운드의 8강전 경기는 홈 앤 어웨이 방식으로 진행되었다.
| 팀 1                | 합계 | 팀 2            | 1차전 | 2차전 |
| ------------------- | ---- | --------------- | ----- | ----- |
| 아넷 가든스         | 1-5  | D.C. 유나이티드 | 0-3   | 1-2   |
| 코무니카시오네스    | 4-2  | 과달라하라      | 3-1   | 1-1   |
| 무니시팔            | 1-3  | 아메리카        | 0-1   | 1-2   |
| 데포르티보 사프리사 | 3-1  | 콜럼버스 크루   | 2-0   | 1-1   |

### 준결승전
결선 라운드의 준결승전 경기는 미국 로스앤젤레스에서 단판 승부 형식으로 진행되었다.
| 팀 1            | 결과 | 팀 2                |
| --------------- | ---- | ------------------- |
| D.C. 유나이티드 | 2-1  | 코무니카시오네스    |
| 아메리카        | 2-1  | 데포르티보 사프리사 |

### 3·4위전
결선 라운드의 3·4위전 경기는 미국 로스앤젤레스에서 단판 승부 형식으로 진행되었다.
| 팀 1                | 결과 | 팀 2             |
| ------------------- | ---- | ---------------- |
| 데포르티보 사프리사 | 3-1  | 코무니카시오네스 |

### 결승전
결선 라운드의 결승전 경기는 미국 로스앤젤레스에서 단판 승부 형식으로 진행되었다.
| 팀 1            | 결과 | 팀 2     |
| --------------- | ---- | -------- |
| D.C. 유나이티드 | 0-2  | 아메리카 |

## 우승
| CONCACAF 자이언츠컵 우승 |
| ------------------------ |
| 아메리카                 |